# Stamnodes penguinifera
Stamnodes penguinifera là một loài bướm đêm trong họ Geometridae.